# Clathria fauroti
Clathria fauroti är en svampdjursart som beskrevs av Topsent 1893. Clathria fauroti ingår i släktet Clathria och familjen Microcionidae.
Artens utbredningsområde är Adenviken. Inga underarter finns listade i Catalogue of Life.